# Eleanorkors
Eleanorkorsen var stenmonument i form av kors som Edvard I av England lät resa till minne av sin hustru Eleanora av Kastilien på de tolv platser som begravningsprocessionen stannade på för övernattning på vägen från  Harby, Lincolnshire, till Westminster Abbey i London år 1290.
De tolv platserna var:
- Lincoln
- Grantham
- Stamford
- Geddington
- Northampton
- Stony Stratford
- Woburn
- Dunstable
- St Albans
- Waltham (numera Waltham Cross)
- Westcheap
- Charing (numera Charing Cross)

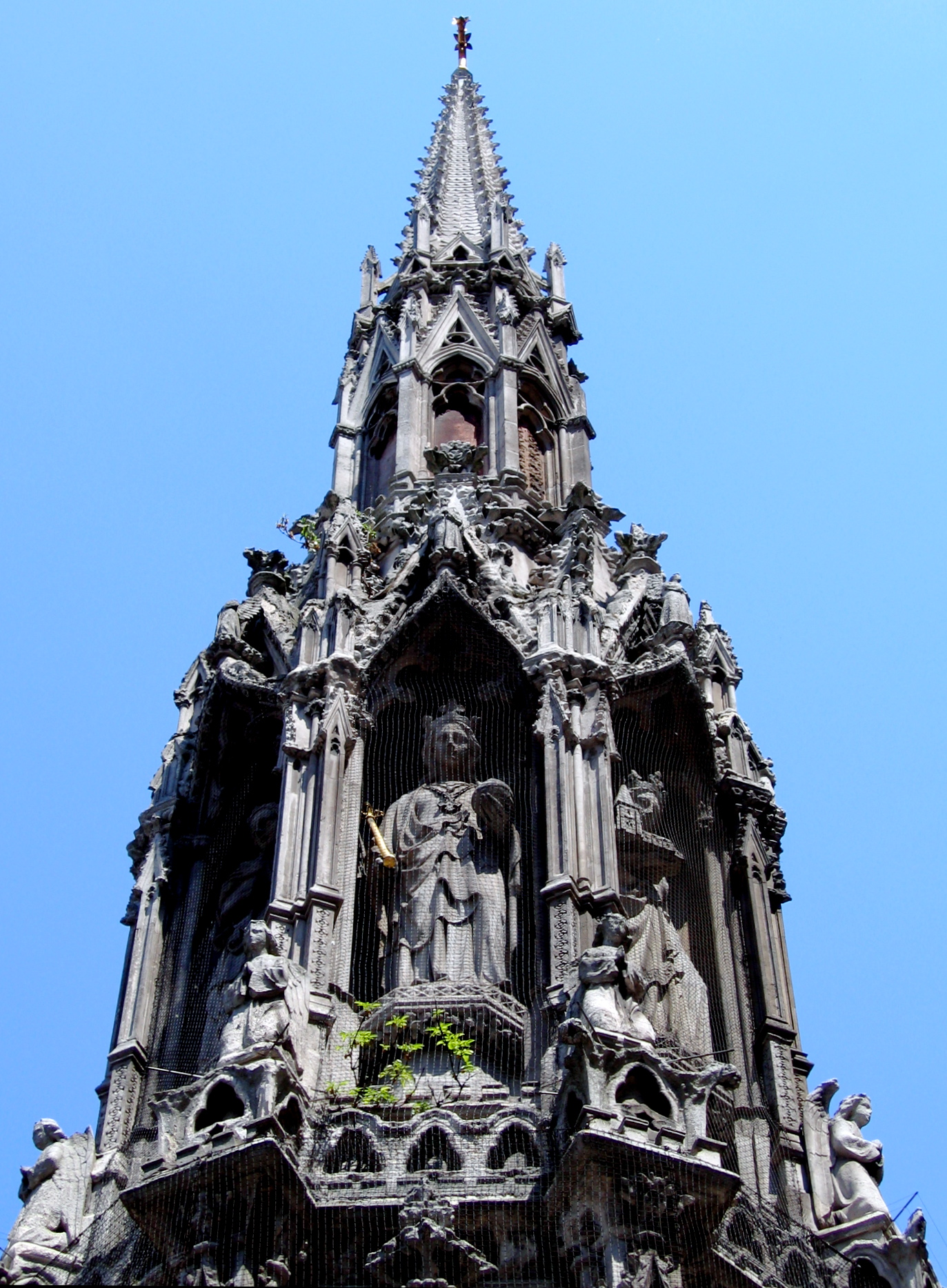
Replika av Charing Cross

Bara tre av korsen har bevarats in i våra dagar, de i Waltham Cross, Northampton och Geddington.  
Korset vid Charing Cross förstördes 1647 och en staty av  Karl I restes på dess plats 1675. Senare restes en kopia av originalkorset, men inte på samma plats där det ursprungligen stått. 